# 強齒棘鼠
強齒棘鼠（學名：Carterodon sulcidens），屬於哺乳綱嚙齒目棘鼠科。生活在南美洲的巴西，是強齒棘鼠屬下唯一一種。